# Ахмедов, Ахмед Махмуд оглы
Ахмед Махмудович Ахмедов (азерб. Əhməd Mahmud oğlu Əhmədov; 8 февраля 1910, Геокчай, Геокчайский уезд, Бакинская губерния, Российская империя — 30 августа 1988, Баку, Азербайджанская ССР, СССР) — советский азербайджанский геолог-нефтяник; главный геолог Министерства нефтедобывающей промышленности Азербайджанской ССР.

## Биография
Ахмед Ахмедов родился 8 февраля 1910 года в Бакинской губернии (ныне — в Зердабском районе) в семье крестьянина. Рано потеряв отца, с 1923 года работал подручным кузнеца, столяра в ученических мастерских при детской комиссии Баксовета, одновременно учился в Бакинском педагогическом техникуме.
В 1933 году окончил геолого-разведочный факультет Азербайджанского индустриального института, работал инженером-геологом треста «Азнефтеразведка». С 1940 года — главный геолог треста «Нефтечаланефть», с 1949 — заместитель главного геолога объединения «Азнефть». Позднее занимал должности начальника геологического управления Министерства нефтяной промышленности, главного геолога Министерства нефтедобывающей промышленности Азербайджанской ССР.
Выйдя на пенсию, работал руководителем геологического отдела ПО «Азнефть».
Избирался делегатом 26-го и 27-го съездов КП Азербайджана, депутатом Верховного Совета Азербайджанской ССР 6-го и 7-го созывов.

## Геологоразведка
Руководил и непосредственно участвовал в открытии и введении в промышленную разработку нефтяных и газовых месторождений:
- на Апшероне (Карадаг),
- в Нижнекуринском районе (Кюровдаг, Мишовдаг, Кюрсангя, Карабаглы),
- Среднекуринском районе (Мурадханлы, Джафарлы, Зардоб),
- на Каспийском море (Гум адасы, Нефт Дашлары, Южная, Сангачалы-дениз, о. Дуванный, о. Булла).

Внедрял методы повышения нефтеотдачи пластов; обобщил опыт разработки нефтяных месторождений, находящихся в поздней стадии эксплуатации, внедрял методы заводнения и разработки месторождений в конкретных геолого-физических условиях.
Член редколлегии журнала «Азербайджанское нефтяное хозяйство», председатель секции геологии АзНТО нефтяной и газовой промышленности, член учёных советов Института геологии им И. М. Губкина и Института проблем глубинных нефтегазовых месторождений Академии наук Азербайджанской Республики.
Автор более 80 работ по вопросам разведки и разработки нефтяных и газовых месторождений.

### Избранные труды
- Али-заде А. А., Ахмедов Г. А., Ахмедов А. М., Зейналов М. М. Геология нефтяных и газовых месторождений Азербайджана / Под ред. М. Ф. Мирчинка. — М.: Недра, 1966. — 392 с.
- Гусейнов А. Н., Ахмедов А. М., Кочарли Ш. С., Ханларова Ш. Г. Поиски нефтяных и газовых месторождений на суше Азербайджана. — Баку: АзНИИНТИ, 1978. — 23 с. — (Обзорная информация / Азерб. НИИ НТИ и техн.-экон. исслед., Серия «Нефтедобывающая промышленность»). — 375 экз.
- Ахмедов А. М., Бабазаде Ф. А., Гусейнов А. Н. и др. Рациональные методы заводнения и элементы систем разработки месторождений в конкретных геолого-физических условиях. — Баку, 1971. — 21 с. — 100 экз.[1]
- Ахмедов А. М., Юсуф-заде Х. Б., Цигер Б. М., Тагиев Э. А. Новые нефтяные и газовые месторождение Азербайджана (открытые за 8-ю пятилетку). — Баку: Азернешр, 1973. — 59 с. — 1100 экз.[2]

## Награды
- звание «Заслуженный инженер Азербайджанской Республики»
- звание «Почётный нефтяник»
- орден Ленина
- три ордена Трудового Красного Знамени
- два ордена «Знак Почёта»
- медали
- почётные грамоты.